# Municipio de Weiser
El municipio de Weiser (en inglés: Weiser Township) es un municipio ubicado en el condado de Kidder en el estado estadounidense de Dakota del Norte. En el año 2010 tenía una población de 34 habitantes y una densidad poblacional de 0,37 personas por km².

## Geografía
El municipio de Weiser se encuentra ubicado en las coordenadas 47°1′51″N 99°32′3″O / 47.03083, -99.53417. Según la Oficina del Censo de los Estados Unidos, el municipio tiene una superficie total de 93.03 km², de la cual 90,29 km² corresponden a tierra firme y (2,95 %) 2,74 km² es agua.

## Demografía
Según el censo de 2010, había 34 personas residiendo en el municipio de Weiser. La densidad de población era de 0,37 hab./km². De los 34 habitantes, el municipio de Weiser estaba compuesto por el 100 % blancos. Del total de la población el 0 % eran hispanos o latinos de cualquier raza.